# We Have Cum for Your Children
We Have Cum for Your Children — альбом-бутлег британской панк-группы Sex Pistols, на котором собраны записи с концертов, студийные дубли и интервью. Первое издание вышло в США в 1988 году, второе — в Великобритании в 1995 на Dojo Records и затем в 1998 на Castle’s Essential — под названием Wanted: The Goodman Tapes.

## Обзор
На этом альбоме можно услышать редкий дубль песни «Here We Go Again», записанной Полом Куком и Стивом Джонсом, и известное интервью группы, данное в прямом эфире телеканала Би-би-си 5 декабря 1976 года; остальной материал (студийные дубли и концертные записи) был издан к тому времени на различных бутлегах.
Следует обратить внимание, что в альбом также включена песня «Revolution in the Classroom», не имеющая прямого отношения к Sex Pistols. Её записал проект Ex Pistols, занимавшийся имитацией стиля группы под руководством Дейва Гудмана, бывшего звукорежиссёра всех концертов самих Sex Pistols.

## Список композиций
Почти все композиции сопровождаются на обложке краткими пояснениями, в нескольких случаях ошибочными.
1. Malcolm McLaren TV Show Interview
2. Suburban Kid
3. Here We Go Again
4. No Lip
5. No Fun
6. Pretty Vacant
7. Revolution in the Classroom
8. God Save the Queen
9. Bill Grundy Interview
10. Unlimited Supply
11. Anarchy in the UK
12. Submission